# 심청가

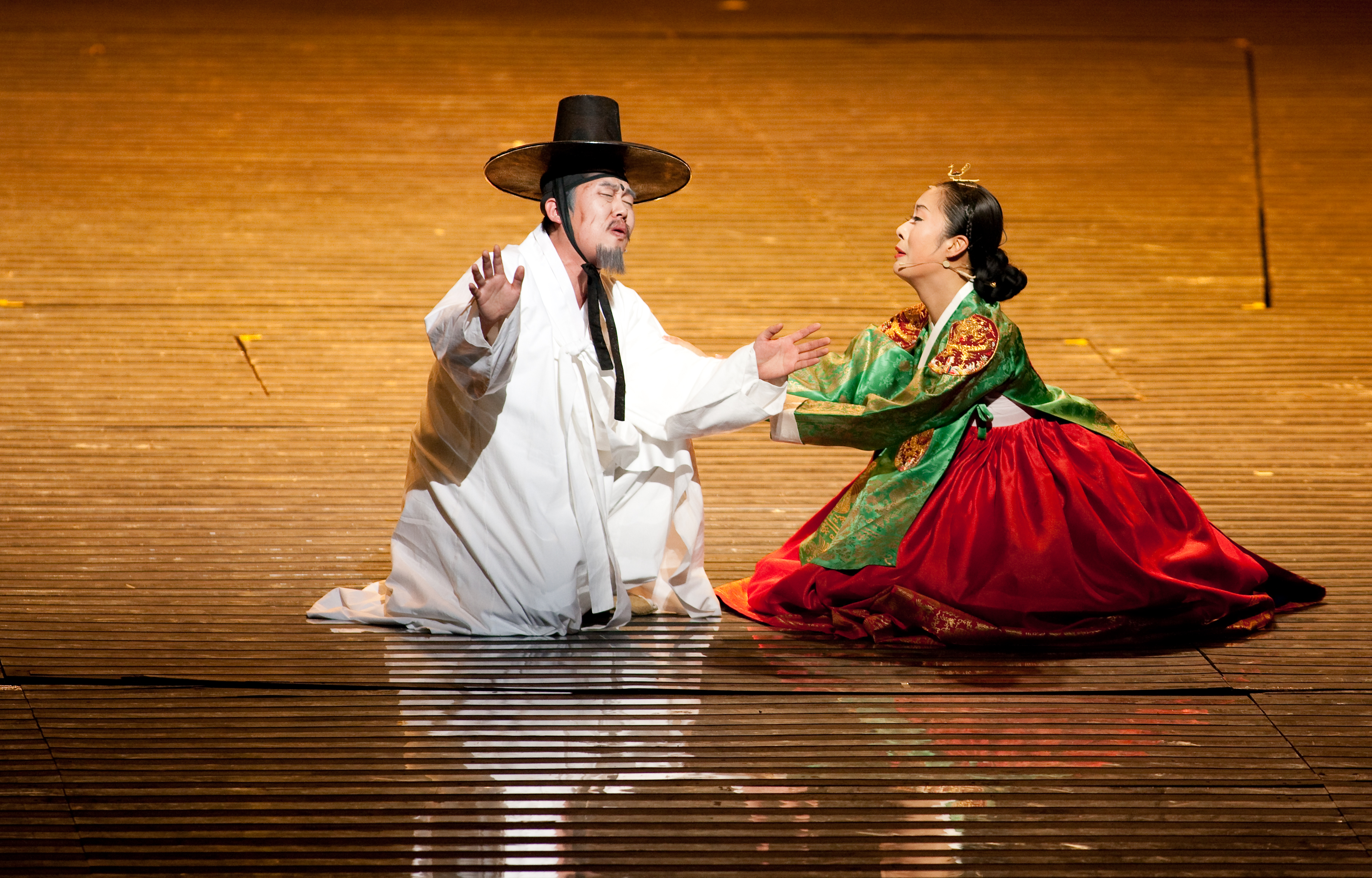
창극으로 구성한 심청가의 한 장면

《심청가》(沈淸歌)는 소설 심청전의 내용을 판소리로 만든 것이다.  판소리 다섯 마당 중의 하나로 주로 애절하고 슬픈 대목이 많아서 골계미가 적다. 과거에는 너무 슬픈 소리라 하여 높게 치지 않았으나 근래에는 《춘향가》 다음으로 예술성이 높은 작품으로 평가된다. 심봉사의 딸 심청은 어려서 친모를 잃었으나 효성이 지극하여 아버지를 봉양하다 그 눈을 띄우기 위해 스스로 몸이 팔려 인당수에 떨어지나 다시 환생하여 황후가 되고 심봉사는 그 효성에 눈을 뜨게 된다는 심청전의 줄거리이다.

## 구성
① 초앞(廳－초비두) ② 심청 탄생 ③ 곽씨 부인 죽는 대목 ④ 곽씨 부인 장사 ⑤ 심청 효행 ⑥ 장 승상 부인 만나는 대목 ⑦ 심봉사 화주승 만나는 대목 ⑧ 남경 선인 만나는 대목 ⑨ 인당수 들어가는 대목 ⑩ 심청 환생 ⑪ 뺑파 과장 ⑫ 황성 올라가는 대목 ⑬ 맹인 잔치 ⑭ 뒤풀이

## 음악적 특징과 눈대목
《심청가》는 판소리 다섯 바탕 가운데 가장 애절한 정서를 기저에 두고 있는 작품이다. 물론 대목에 따라서 소소한 웃음거리를 제공하기도 하지만, 기본적으로는 비장미가 넘치는 작품이다. 때문에 화평한 평조(平調) 보다는 유장한 우조(羽調), 우렁찬 우조보다는 슬픈 계면조(界面調)를 사용한다. 고제(古制)일수록 우조의 비중이 다소 높으며 신제(新制)일수록 계면조와 평조의 비율이 높아진다.
《심청가》 가운데 목기교나 부침새 면에서 가장 치밀하고 탁월하게 구성되어 있는 대표적인 눈대목은 다음과 같다.
- 곽씨 부인 유언 (계면조-진양)
- 상여소리 (계면조-중모리, 중중모리)
- 주과포혜 (계면조-진양)[3]
- 시비따라 가는 대목 (우조-진양)
- 범피중류 (우조-진양)
- 화초타령 (평조-중중모리)[4]
- 추월만정 (계면조-진양)
- 방아타령 (평조-중중모리, 자진모리)[5]

## 《심청가》의 명창과 전승 현황
《심청가》를 잘했고, 더늠을 남긴 명창으로는 송광록(宋光綠), 전도성(全道成), 김채만(金采萬), 박기홍(朴基洪), 정창업(丁昌業), 김창룡(金昌龍) 등을 들 수 있다. 송광록과 전도성의 더늠은 범피중류, 김채만의 더늠은 초앞, 박기홍과 김창룡의 더늠은 화초타령, 정창업의 더늠은 중타령 대목이다. 이 외에도 김창룡의 동생 김창진(金昌鎭)이 또한 《심청가》를 잘했고, 송만갑(宋萬甲)도 잘했다고 하며, 이날치(李捺治)와 박유전(朴裕全)이 또한 심청가를 잘했다. 이들 이후로 여류명창 이화중선(李花仲仙)은 《심청가》가운데 추월만정 대목으로 공전의 빅히트를 기록했다. 이 외에도 박유전의 지도를 받은 정재근(鄭在根)과 그 조카 정응민(鄭應珉), 김채만의 지도를 받은 박동실(朴東實)이 또한 심청가를 잘했다.
이러한 명창들의 계통을 중심으로 근래에 전승되어 전판의 면모를 확인할 수 있는 《심청가》의 유파는 다음과 같이 5개 정도의 유파가 있다. (진한 글씨: 심청가 예능보유자)
- 정응민 바디: 박유전→정재근→정응민→정권진→성우향, 조상현, 성창순→김영자, 정회석: 현재 김영자, 정회석 국가무형유산 지정.
- 박동실 바디: 이날치→김채만→박동실→한애순, 장월중선, 한승호→정순임[7]: 본래 처음 중요무형문화재로 지정되었으나 박동실의 월북 이후 현재 예능보유자는 지정되지 않았고 장월중선, 한애순 등에게 전승되었다. 한애순은 광주광역시 무형문화재로 지정되어 전승활동을 이어왔으나 제자 중 심청가를 잇고있는 이가 없어 맥이 끊어졌다. 현재 박동실제 심청가를 부르는 이들은 대부분 장월중선-정순임의 계보를 잇고있다. 한편, 장월중선의 딸 정순임은 국가무형유산 ‘흥보가’ 예능보유자이다.
- 김연수 바디: 송만갑, 정응민→김연수→오정숙→이일주→송재영, 장문희: 전라북도 무형유산 심청가 지정
- 김소희 바디: 송만갑, 박동실, 정응민→김소희→ 신영희, 안향련, 안숙선
- 박동진 바디: 김정근→김창진→박동진→김양숙: 현재 연창되지 않음.

## 같이 보기
- 판소리
- 고수 (판소리)
- 한국의 문화
- 심청전